# Хуссо, Вилле
Вилле Хуссо (фин. Ville Husso; род. 6 февраля 1995, Хельсинки) — финский хоккеист, вратарь клуба «Анахайм Дакс».

## Карьера

### Клубная
Начал карьеру на родине, играя за ХИФК; отыграв в молодёжной команде, он в сезоне 2013/14 стал играть за основную команду в финской хоккейной лиге. По итогам сезона 2015/16 он получил награду Урпо Илонена, став вратарём года.
На драфте НХЛ 2014 года был выбран в 4-м раунде под общим 94-м номером клубом «Сент-Луис Блюз». 10 мая 2016 года он подписал с командой трёхлетний контракт новичка. После подписания контракта и посещения тренировочного лагеря он был переведён в фарм-клуб «Чикаго Вулвз». Проведя две игры, он был отправлен в «Канзас-Сити Маверикс».
Следующие три сезона отыграл за фарм-клуб «Сан-Антонио Рэмпейдж», он вызывался в состав «Сент-Луиса», в качестве резервного вратаря, но так и не сыграл ни одной минуты.
20 июля 2019 года продлил контракт с командой на один год, но с двухсторонним продлением контракта.
12 мая 2021 года в матче с «Миннесотой» (4:0) оформил первый шатаут в карьере.
По окончании контракта 8 июля 2022 года был обменян в «Детройт Ред Уингз»; после перехода заключил с новой командой трёхлетний контракт.

### Международная
Играл за молодёжную сборную на МЧМ-2014 и МЧМ-2015; в 2014 году в составе сборной стал чемпионом мира.